# Madou Dossama
Madou Dossama (24 luglio 1972) è un ex calciatore burkinabé, di ruolo centrocampista.

## Carriera

### Nazionale
Ha debuttato in Nazionale nel 1995. Ha partecipato, con la Nazionale, alla Coppa d'Africa 2000 e alla Coppa d'Africa 2002. Ha collezionato in totale, con la maglia della Nazionale, 13 presenze.

## Palmarès

### Club

#### Competizioni nazionali
- Campionato burkinabé di calcio: 1

Étoile Ouagadougou: 2000-2001
- Coppa del Burkina Faso: 3

Étoile Ouagadougou: 2000, 2000-2001, 2002-2003